# Josef Svatopluk Machar
Josef Svatopluk Machar (ur. 29 lutego 1864 w Kolínie, zm. 17 marca 1942 Střešovice) – czeski pisarz, poeta, satyryk, publicysta i polityk. 
Machar był jednym z czołowych przedstawicieli Czeskiej Moderny, różnił się jednak od większości innych poetów trzeźwym spojrzeniem na rzeczywistość. Poglądy polityczne poety ewoluowały w kierunku prawicowym. 
W swojej bogatej twórczości poeta zajmował stanowisko racjonalistyczne. Otwarcie występował przeciwko chrześcijaństwu, które uważał za zjawisko szkodliwe w perspektywie historycznej. Dał temu wyraz zwłaszcza w tomiku Trucizna z Judei (Jed z Judey, 1906).
Ulubioną formą Machara był sonet.